# Brandon LaFell
Brandon Josiah LaFell (* 4. November 1986 in Houston, Texas) ist ein ehemaliger US-amerikanischer American-Football-Spieler auf der Position des Wide Receivers. Er spielte für die Carolina Panthers, die New England Patriots, die Cincinnati Bengals sowie die Oakland Raiders in der National Football League (NFL). Mit den Patriots konnte er den Super Bowl XLIX gewinnen.

## College
LaFell besuchte die Louisiana State University und spielte für deren Mannschaft, die Tigers, zwischen 2006 und 2009 äußerst erfolgreich College Football. Er gewann mit seinem Team den Titel in der Southeastern Conference 2007 und das BCS National Championship Game 2008, wobei er insgesamt 2.517 Yards erlaufen und 26 Touchdowns erzielen konnte.

## NFL

### Carolina Panthers
LaFell wurde beim NFL Draft 2010 in der 3. Runde als insgesamt 78. Spieler von den Carolina Panthers ausgewählt. In seiner Rookie-Saison kam er in 14 Spielen zum Einsatz, zweimal sogar als Starter.
2011 gelang ihm im Spiel gegen die Tampa Bay Buccaneers nach einem Pass von Cam Newton ein 91-Yard-Touchdown, womit er den Franchise-Rekord hält.

### New England Patriots
Nach vier erfolgreichen Saisons bei den Panthers wechselte er 2014 zu den New England Patriots, mit denen er gleich den Super Bowl XLIX gegen die Seattle Seahawks gewinnen konnte, wobei er den ersten Touchdown des Spieles erzielte. In der Spielzeit 2015 war er deutlich weniger erfolgreich; es gelangen ihm insgesamt nur 37 Catches.

### Cincinnati Bengals
Im März 2016 wurde er von den Cincinnati Bengals verpflichtet. In zwei Spielzeiten konnte LaFell 9 Touchdowns erzielen.

### Oakland Raiders
Im September 2018 nahmen ihn die Oakland Raiders unter Vertrag.